# Kobylniki (powiat kazimierski)
Kobylniki – wieś sołecka w Polsce, położona w województwie świętokrzyskim, w powiecie kazimierskim, w gminie Skalbmierz.
W latach 1954–1959 wieś należała i była siedzibą władz gromady Kobylniki, po jej zniesieniu w gromadzie Topola. W latach 1975–1998 wieś należała administracyjnie do województwa kieleckiego.

## Integralne części wsi
| SIMC    | Nazwa       | Rodzaj    |
| ------- | ----------- | --------- |
| 1016807 | Hołdowiec   | część wsi |
| 0267772 | Jagiełki    | część wsi |
| 0267789 | Ostra Górka | część wsi |
| 0267795 | Seselów     | część wsi |
| 0267803 | Uściszów    | część wsi |

## Historia
Kobylniki w  wieku XIII „Cobelnic”, wieś w powiecie pińczowskim, parafii Wiślica. W dokumencie z  1253 roku  wymienione wśród włości klasztoru w Krzyżanowicach. Wedle zapisów Długosza (Długosz L.B. t.III, s.87, s.104) Wit biskup płocki nadał dziesięciny z Kobylnik kościołowi w Chotlu. Wieś Kobylniki była za Długosza własnością królewską. W r. 1579 pobór płaci tu Stanisław Gnojeński od 12 osad, 15 łanów, 18 ubogich. Rajcy wiśliccy od 2 łanów.
W wieku XIX opisano Kobylniki jako wieś w powiecie pińczowskim, gminie Topola, parafii Skalbmierz.
Wieś położona  na lewo od drogi bitej z Pińczowa do Skalbmierza, a przy drodze ze Skalbmierza do Wiślicy.
W 1827 r. było tu 40 domów, 262 mieszkańców. Posiadała szkołę wiejską.
Dobra Kobylniki według opisu z 1883 roku składają się z folwarków: Kobylniki, Międzygórze, Ostrów zwany także Krepie i Seselów, oraz wsi Kobylniki Krepica, Seselów i Jagiełki.
Rozległość dominalna wynosiła  1253 mórg w tym: gruntów ornych i ogrodów mórg 899, łąk mórg 134, lasu mórg 30, zarośle i pastwiska stanowiły mórg 109, nieużytki i place mórg 18.
Wieś Kobylniki osad 52, z grunem mórg 237; wieś Krempica osad 25, z grunem mórg 137; wieś Seselów osad 2, z gruntem mórg 10, wieś Jagiełki osad 2, z gruntem mórg 11.

## Zabytki
Park z XVIII w., wpisany do rejestru zabytków nieruchomych (nr rej.: A.205 z 9.12.1957).